# Ronde van Italië 1967
| Eindklassement      |                       |              |
| Algemeen klassement | Felice Gimondi        | 101h 05' 34" |
| Tweede              | Franco Balmamion      | + 3' 36"     |
| Derde               | Jacques Anquetil      | + 3' 45"     |
| Vierde              | Vittorio Adorni       | + 4' 33"     |
| Vijfde              | José Pérez Frances    | + 5' 17"     |
| Zesde               | Gianni Motta          | + 6' 21"     |
| Zevende             | Lucien Aimar          | + 7' 25"     |
| Achtste             | Francisco Gabica      | + 9' 43"     |
| Negende / (Bel)     | Eddy Merckx           | + 11' 41"    |
| Tiende              | Eusebio Velez         | + 15' 00"    |
| Rode Lantaarn       | Lucillo Lievore (70e) | + 3h 28' 30" |
| Puntenklassement    | Dino Zandegu          | 200 punten   |
| Tweede              | Eddy Merckx           | 178 punten   |
| Derde               | Willy Planckaert      | 176 punten   |
| Bergklassement      | Aurelio González      | 630 punten   |
| Tweede              | Vittorio Adorni       | 150 punten   |
| Derde               | Wladimiro Panizza     | 140 punten   |
| Ploegenklassement   | KAS                   | ?            |
| Tweede              | ?                     | ?            |
| Derde               | ?                     | ?            |

In 1967 ging de 50e Giro d'Italia op 20 mei van start in Treviglio. Hij eindigde op 11 juni in Milaan. Er stonden 130 renners verdeeld over 13 ploegen aan de start. Hij werd gewonnen door Felice Gimondi.
Aantal ritten: 22

Totale afstand: 3781.0 km

Gemiddelde snelheid: 37.401 km/h

Aantal deelnemers: 130

## Belgische en Nederlandse prestaties
In totaal namen er 16 Belgen en 7 Nederlanders deel aan de Giro van 1967.

### Belgische etappezeges
- Willy Planckaert won de 5e, 10e en de slotetappe. Planckaert eindigde uiteindelijk als 3e in het puntenklassement.
- Albert Van Vlierberghe won de 9e etappe.
- In zijn eerste Grote Ronde, won de 21-jarige Eddy Merckx de 12e en 14e etappe. Hij eindigde 9e in het algemeen klassement, en 2e in het puntenklassement.
- Georges Vandenberghe won de 13e etappe.

### Nederlandse etappezeges
- In 1967 was er geen Nederlandse etappezege.

## Etappe-uitslagen

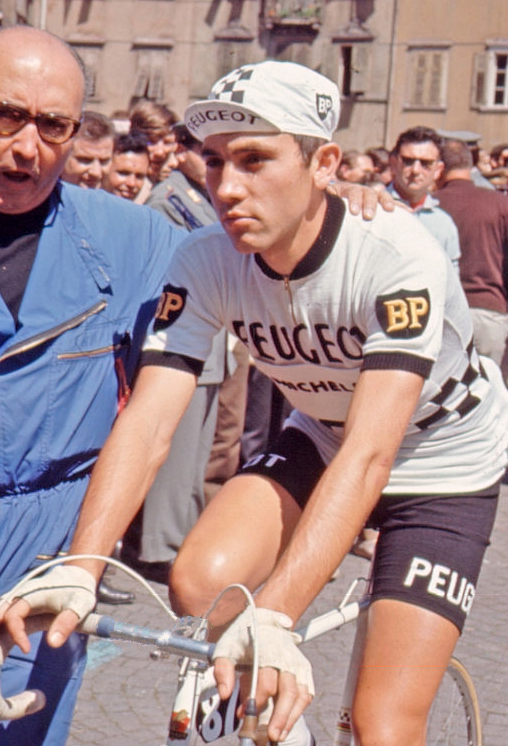
Eddy Merckx vóór de start van de 22e etappe

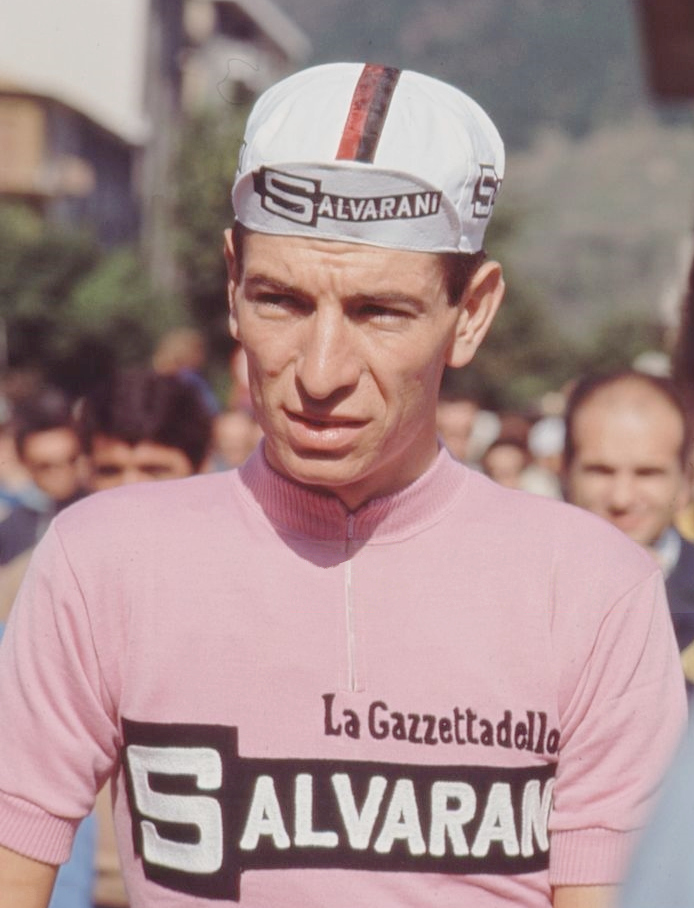
Felice Gimondi in de roze trui bij de start van de laatste etappe

| Datum                  | Etappe     | Parcours                      | Afstand | Eerste                        | Tweede                     | Derde                      | Klassementsleider             |
| ---------------------- | ---------- | ----------------------------- | ------- | ----------------------------- | -------------------------- | -------------------------- | ----------------------------- |
| 20 mei                 | etappe 1   | Treviglio - Alessandria       | 135 km  | Giorgio Zancanaro (Ita)       | Adriano Durante (Ita)      | Franco Balmamion (Ita)     | Giorgio Zancanaro (Ita)       |
| 21 mei                 | etappe 2   | Alessandria - La Spezia       | 223 km  | Antonio Gómez Del Moral (Spa) | Silvano Schiavon (Ita)     | Rudi Altig (Dui)           | Antonio Gómez Del Moral (Spa) |
| 22 mei                 | etappe 3   | La Spezia - Prato             | 205 km  | Michele Dancelli (Ita)        | José Pérez Frances (Spa)   | Vito Taccone (Ita)         | Antonio Gómez Del Moral (Spa) |
| 23 mei                 | etappe 4   | Florence - Chianciano Terme   | 155 km  | Dino Zandegu (Ita)            | Pietro Guerra (Ita)        | Silvano Schiavon (Ita)     | Antonio Gómez Del Moral (Spa) |
| 24 mei                 | etappe 5   | Rome - Napels                 | 220 km  | Willy Planckaert (Bel)        | Marino Basso (Ita)         | Michele Dancelli (Ita)     | Michele Dancelli (Ita)        |
| 25 mei                 | etappe 6   | Palermo - Palermo             | 63 km   | Rudi Altig (Dui)              | Michele Dancelli (Ita)     | Willy Planckaert (Bel)     | Michele Dancelli (Ita)        |
| 26 mei                 | etappe 7   | Catania - Etna                | 170 km  | Franco Bitossi (Ita)          | Aurelio González (Spa)     | Silvano Schiavon (Ita)     | Michele Dancelli (Ita)        |
| 27 mei                 | etappe 8   | Reggio Calabria - Cosenza     | 220 km  | Jean Stablinski (Fra)         | Dino Zandegu (Ita)         | Felice Gimondi (Ita)       | José Pérez Frances (Spa)      |
| 28 mei                 | etappe 9   | Cosenza - Tarente             | 200 km  | Albert Van Vlierberghe (Bel)  | Dino Zandegu (Ita)         | Luciano Armani (Ita)       | José Pérez Frances (Spa)      |
| 29 mei                 | etappe 10  | Bari - Potenza                | 145 km  | Willy Planckaert (Bel)        | Dino Zandegu (Ita)         | Harm Ottenbros (Ned)       | José Pérez Frances (Spa)      |
| 30 mei                 | etappe 11  | Potenza - Salerno             | 120 km  | Rudi Altig (Dui)              | Jo de Roo (Ned)            | Paul Lemeteyer (Fra)       | José Pérez Frances (Spa)      |
| 31 mei                 | etappe 12  | Caserta - Blockhaus           | 206 km  | Eddy Merckx (Bel)             | Italo Zilioli (Ita)        | José Pérez Frances (Spa)   | José Pérez Frances (Spa)      |
| 1 juni                 | etappe 13  | Chieti - Riccione             | 245 km  | Georges Vandenberghe (Bel)    | Harm Ottenbros (Ned)       | Adriano Durante (Ita)      | José Pérez Frances (Spa)      |
| 2 juni                 | etappe 14  | Riccione - Lido degli Estensi | 100 km  | Eddy Merckx (Bel)             | Willy Planckaert (Bel)     | Guido Neri (Ita)           | José Pérez Frances (Spa)      |
| 3 juni                 | etappe 15  | Lido degli Estensi - Mantua   | 164 km  | Michele Dancelli (Ita)        | Harm Ottenbros (Ned)       | Adriano Durante (Ita)      | José Pérez Frances (Spa)      |
| 4 juni                 | etappe 16  | Mantua - Verona (tijdrit)     | 45 km   | Ole Ritter (Den)              | Rudi Altig (Dui)           | Ferdinand Bracke (Bel)     | Jacques Anquetil (Fra)        |
| 5 juni was een rustdag |            |                               |         |                               |                            |                            |                               |
| 6 juni                 | etappe 17  | Verona - Vicenza              | 160 km  | Francisco Gabica (Spa)        | Franco Balmamion (Spa)     | Imerio Massignan (Ita)     | Silvano Schiavon (Ita)        |
| 7 juni                 | etappe 18  | Vicenza - Udine               | 170 km  | Dino Zandegu (Ita)            | Rudi Altig (Dui)           | Georges Vandenberghe (Bel) | Silvano Schiavon (Ita)        |
| 8 juni                 | etappe 19  | Udine - Tre Cime di Lavaredo  | 180 km  | Felice Gimondi (Ita)          | Eddy Merckx (Bel)          | Gianni Motta (Ita)         | Silvano Schiavon (Ita)        |
| 9 juni                 | etappe 20  | Cortina d'Ampezzo - Trente    | 220 km  | Vittorio Adorni (Ita)         | Claudio Michelotto (Ita)   | Franco Balmamion (Spa)     | Jacques Anquetil (Fra)        |
| 10 juni                | etappe 21  | Trente - Tirano               | 220 km  | Marcello Mugnaini (Ita)       | Manuel Martin Pinera (Spa) | Giampaolo Cucchietti (Ita) | Felice Gimondi (Ita)          |
| 11 juni                | etappe 22a | Tirano - Passo del Ghisallo   | 140 km  | Aurelio González (Spa)        | Franco Balmamion (Spa)     | Wladimiro Panizza (Ita)    | Felice Gimondi (Ita)          |
| 11 juni                | etappe 22b | Passo del Ghisallo - Milaan   | 75 km   | Willy Planckaert (Bel)        | Dino Zandegu (Ita)         | Bruno Mealli (Ita)         | Felice Gimondi (Ita)          |

 winnaars · 
roze trui · 
  puntenklassement · 
  bergklassement · 
 jongerenklassement · 
 intergiro · 
 ploegenklassement · 
 strijdlust · 
 zwarte trui
Giro d'Italia Next Gen · Giro Donne · Cima Coppi
 Belgische rozetruidragers · etappewinnaars
 Nederlandse rozetruidragers · etappewinnaars
Mannen:
1909 · 
1910 · 
1911 · 
1912 · 
1913 · 
1914 · 
1919 · 
1920 · 
1921 · 
1922 · 
1923 · 
1924 · 
1925 · 
1926 · 
1927 · 
1928 · 
1929 · 
1930 · 
1931 · 
1932 · 
1933 · 
1934 · 
1935 · 
1936 · 
1937 · 
1938 · 
1939 · 
1940 · 
1946 · 
1947 · 
1948 · 
1949 · 
1950 · 
1951 · 
1952 · 
1953 · 
1954 · 
1955 · 
1956 · 
1957 · 
1958 · 
1959 · 
1960 · 
1961 · 
1962 · 
1963 · 
1964 · 
1965 · 
1966 · 
1967 · 
1968 · 
1969 · 
1970 · 
1971 · 
1972 · 
1973 · 
1974 · 
1975 · 
1976 · 
1977 · 
1978 · 
1979 · 
1980 · 
1981 · 
1982 · 
1983 · 
1984 · 
1985 · 
1986 · 
1987 · 
1988 · 
1989 · 
1990 · 
1991 · 
1992 · 
1993 · 
1994 · 
1995 · 
1996 · 
1997 · 
1998 · 
1999 · 
2000 · 
2001 · 
2002 · 
2003 · 
2004 · 
2005 · 
2006 · 
2007 · 
2008 · 
2009 · 
2010 · 
2011 · 
2012 · 
2013 · 
2014 · 
2015 · 
2016 · 
2017 · 
2018 · 
2019 · 
2020 · 
2021 · 
2022 · 
2023 · 
2024 · 
2025
Vrouwen:
1988 · 
1989 · 
1990 · 
1991 ·
1992 ·
1993 · 
1994 · 
1995 · 
1996 · 
1997 · 
1998 · 
1999 · 
2000 · 
2001 · 
2002 · 
2003 · 
2004 · 
2005 · 
2006 · 
2007 · 
2008 · 
2009 · 
2010 · 
2011 · 
2012 ·
2013 · 
2014 ·
2015 ·
2016 ·
2017 ·
2018 ·
2019 ·
2020 ·
2021 ·
2022 ·
2023 ·
2024 ·
2025